# Quidam
A Quidam a Cirque du Soleil kanadai székhelyű cirkusztársulat kortárs cirkusz műfajú előadása volt, melyet 1996 áprilisában mutattak be. A montréali premier után sokáig cirkuszsátorral utazott, de 2010-ben Észak-Amerikában átalakították aréna műsorrá. Ezután három hónapra visszaállt a cirkuszsátorra Szöulban, mielőtt visszatért volna az aréna formátumhoz az óceániai turnéra. A show közél húsz éven át tartó folyamatos turnézás után Christchurchben, Új-Zélandon 2016. február 26-án ért véget.
A történetben az ifjú Zoé unatkozik, fásult és szótlan szülei nem vesznek róla tudomást. Értelmetlennek érzi mindennapjait, keresi, mivel tölthetné ki az életében tátongó űrt, amikor egy képzeletbeli világba csusszan át – a Quidamba, ahol olyan karakterekkel találkozik, akik lelke felszabadítására biztatják.

## Karakterek
- Zoé
- Anya
- Apa
- Quidam
- John/Mark

## Műsorszámok
A Quidam ötvözte az akrobatikus és a hagyományos cirkuszi produkciókat.
- Rönrád
- Diabolo
- Tissue / Légi selyem
- Ugrókötél szám: A csoportban évekig két magyar ugróköteles is szerepelt, Bánhegyi Adrienn és húga, Kata.[2]
- Légi karika
- Kézegyensúlyozás
- Spanyol kötél
- Élő szobrok: A duó egyik tagja évekig egy magyar Jecsmen Richárd volt. Ezt a műsorszámot Yana Semilettel közösen, Duo La Vision névvel a 9. Budapesti Nemzetközi Cirkuszfesztiválon is bemutatták, ahol elnyerték a médiazsűri különdíját.
- Dobóakrobatika

### Cserélődő műsorszámok
- Zsonglőrködés
- Trapéz

### Nincs műsoron
- Cyr kerék
- Manipuláció
- Gurtni
- Hulahopp: 2002-ben Elena Lev az Alegría után itt is bemutatta hulahopp számát.
- Lengő kötél
- Dupla trapéz

## Díjak
Az előadás néhány produkciója nemzetközi díjat is nyert: a dobóakrobata szám Arany Bohóc-díjat kapott 1999-ben a Monte-carlói Nemzetközi Cirkuszfesztiválon, a diabolo produkciót pedig aranyéremmel tüntették ki 1995-ben a Holnap Cirkusza Világfesztiválon.

## Zene
1. Atmadja (Nyitókép)
2. Incantation (Rönrád)
3. Marelle (Közjáték)
4. Rivage
  - Manipuláció (1996–1998)
  - Zsonglőrködés (1999–2004, 2006-)
5. Zydeko (Ugrókötél)
6. Let Me Fall (Tissue / Légi selyem)
7. Innocence (Ugrókötél)
8. Carrousel
  - Bohóc szám
  - Diabolo
  - Légi karika
9. Steel Dream
  - Kézegyensúlyozás (1996–1998)
  - Gurtni (2004–2005)
10. Seisouso
  - Légi karika
  - Lengő kötél
11. Réveil (Élő szobrok)
12. Quidam (Finálé)
13. Misère (Banquine)
14. Enfants d'Acier (Diabolo)

## Turné

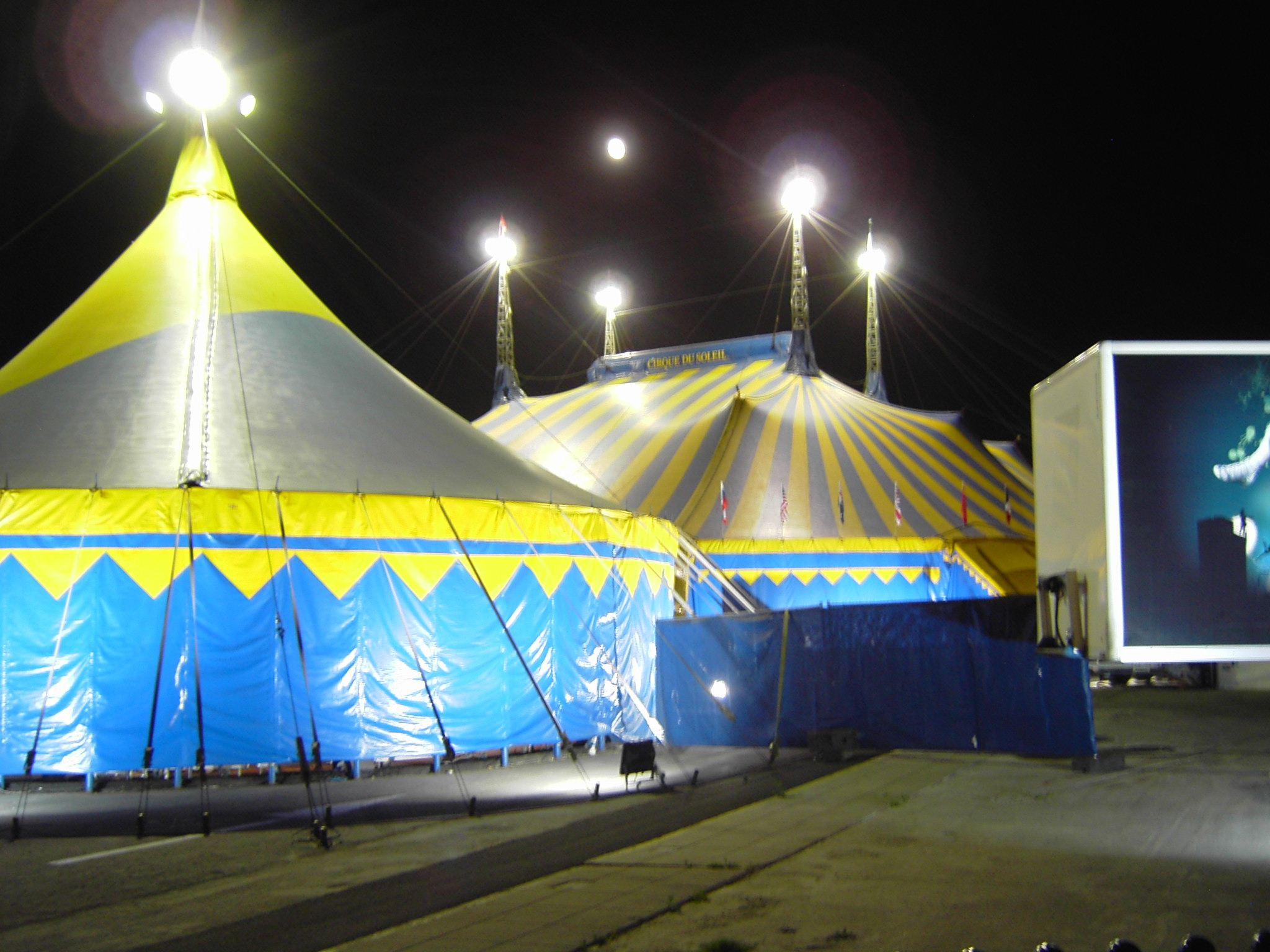
A Quidam sátra Málagában

A Quidam 1996-os montréali premierje után cirkuszsátorral indult turnézni, egészen a 2010-es átalakításáig, amikor arénában turnézó műsor lett belőle. Egy rövid ideig, 2009-ben, az Egyesült Királyságban és Írországban turnézott az aréna formátummal, mielőtt visszatért volna a cirkuszsátorhoz és Dél-Amerika felé vette volna az irányt.
A Cirque du Soleil a 2011-es őszi turné során elkezdte használni a hirdető buszt, ami a Quidam műsorát segített reklámozni Észak-Amerika északkeleti részén.
A műsor utolsó előadását 2016. február 26-án tartották Christchurchban, Új-Zélandon.
Jelmagyarázat
  EU   Európa
  ÉA   Észak-Amerika
  DA   Dél- és Közép-Amerika
  ÁC   Ázsia/Csendes-óceán
  ÓC   Óceánia
  AF   Afrika
| - ÉA Montréal, Kanada – 1996. április 23. és június 23. között - ÉA Ste-Foy, Kanada – 1996. július 4. és július 28. között - ÉA Toronto, Kanada – 1996. augusztus 8. és szeptember 8. között - ÉA Santa Monica, USA – 1996. szeptember 25. és december 21. között | - ÉA Sunrise, USA - ÉA Estero, USA - EU Graz, Ausztria - EU Bécs, Ausztria - EU Lipcse, Németország - EU Stuttgart, Németország - EU Innsbruck, Ausztria - EU Salzburg, Ausztria - EU München, Németország - EU Köln, Németország - EU Frankfurt am Main, Németország - EU Dortmund, Németország - EU Mannheim, Németország - EU Málaga, Spanyolország - EU Zaragoza, Spanyolország - EU Sevilla, Spanyolország - EU A Coruña, Spanyolország |

## Lásd még
- Solstrom – a Cirque du Soleil 2003-as televíziós sorozata, melyben az előadás szereplői is szerepeltek

## Fordítás
Ez a szócikk részben vagy egészben  a   Quidam című angol Wikipédia-szócikk fordításán alapul.  Az eredeti cikk szerkesztőit annak laptörténete sorolja fel. Ez a jelzés csupán a megfogalmazás eredetét és a szerzői jogokat jelzi, nem szolgál a cikkben szereplő információk forrásmegjelöléseként.